# En vivo (álbum de Mijares)
En vivo es el segundo álbum en directo realizado por el cantante mexicano Mijares. Este fue lanzado al mercado mexicano y latinoamericano el día 5 de febrero de 2002 por la compañía de discos "Universal"; el álbum fue grabado en los conciertos realizados en el Auditorio Nacional en la Ciudad de México durante sus presentaciones en los días 27 y 28 de enero de 2001 con llenos totales; el cual se componía por sus canciones de mayor éxito de la carrera del cantante.

## Lista de canciones
| En vivo |                                               |              |          |  |
| N.º     | Título                                        | Escritor(es) | Duración |  |
| 1.      | «No se murió el amor»                         |              |          |  |
| 2.      | «Corazón salvaje»                             |              |          |  |
| 3.      | «Que nada nos separe»                         |              |          |  |
| 4.      | «Popurrí: Tan Solo/Me Acordaré de Ti/Siempre» |              |          |  |
| 5.      | «Bella»                                       |              |          |  |
| 6.      | «Bonita»                                      |              |          |  |
| 7.      | «El breve espacio»                            |              |          |  |
| 8.      | «Te extraño»                                  |              |          |  |
| 9.      | «Soldado del amor»                            |              |          |  |
| 10.     | «Cuando me vaya»                              |              |          |  |
| 11.     | «No hace falta»                               |              |          |  |
| 12.     | «Para amarnos más»                            |              |          |  |
| 13.     | «El privilegio de amar»                       |              |          |  |
| 14.     | «Uno entre mil»                               |              |          |  |
| 1:00:05 |                                               |              |          |  |